# Speocirolana hardeni
Speocirolana hardeni är en kräftdjursart som beskrevs av Bowman 1992. Speocirolana hardeni ingår i släktet Speocirolana och familjen Cirolanidae. Inga underarter finns listade i Catalogue of Life.